# Maben
Maben – miasto w Stanach Zjednoczonych, w stanie Missisipi, w hrabstwie Webster.